# Segunda guerra nórdica
La segunda guerra nórdica  o  segunda guerra suecopolaca (en polaco: II wojna północna, en sueco: Nordiska krigen) engloba una serie de conflictos bélicos, por la hegemonía en el Báltico, conocidos como las guerras del Norte, librados, principalmente, entre Suecia contra la República de las Dos Naciones, mancomunidad entre Lituania y Polonia.
Coetáneamente, a este conflicto, otros dos países limítrofes y aliados de Suecia, también entraron en guerra contra Polonia, lo que se conoce en la historia polaca como el Diluvio: Rusia (1654-1667) y Prusia-Brandeburgo (1657-1660).

## Antecedentes

### Circunstancias políticas
En 1558 el zar Iván IV (Iván el Terrible) había invadido Livonia (parte de las modernas Letonia y Estonia), desatando la guerra livonia y un conflicto que perduraría veinticinco años en el mar Báltico. En 1582 Suecia y Polonia se aliaron para expulsar a las tropas rusas de Livonia. Segismundo III unió las dinastías Jagellón y Vasa en su persona en 1587, siendo elegido rey de Suecia. La unión de la católica Polonia-Lituania y la luterana Suecia le resultó, empero, imposible. Su destitución como rey sueco en 1599 precipitó el estallido de las guerras polaco-suecas. Suecia arrebató a Polonia-Lituania Livonia y luego, en 1629, Prusia, que Gustavo Adolfo ocupó en 1629.
La Paz de Westfalia de 1648 concluyó la guerra de los Treinta Años, tras la cual el Imperio sueco emergió como una nueva potencia europea, la principal del Báltico. En la guerra de Torstenson (1643-1648), en el ocaso de la guerra de los Treinta Años, Suecia había derrotado a Dinamarca, la antigua gran potencia del Báltico. Suecia había estado en paz con Rusia desde el Tratado de Stolbovo que puso fin a la guerra de Ingria en 1617, pero había permanecido en guerra con la República de las Dos Naciones (Polonia y Lituania) desde la guerra polaco-sueca (1626-29), que terminó con la tregua del Tratado de Altmark, que se fue renovando sucesivas veces. Francia había tratado repetidamente de transformar la tregua en paz firme mediando entre suecos y polacos y organizando sucesivas negociaciones en Lubeca (1651 y 1653), sin conseguirlo. La pretensión de los Vasa polacos al trono sueco y la negativa a admitir oficialmente la cesión de Livonia impedían todo acuerdo, pese a la apurada situación de Polonia-Lituania en el conflicto con Rusia y los rebeldes cosacos; Juan Casimiro había protestado por la entronización de Carlos Gustavo —en esencia, un militar— en junio de 1654, consecuencia de la abdicación de Cristina. La tensión entre las dos naciones auguraba una reanudación de las hostilidades entre ambas tan pronto como se presentase un pretexto que la permitiese; este terminó siendo la guerra con Rusia y el levantamiento cosaco.

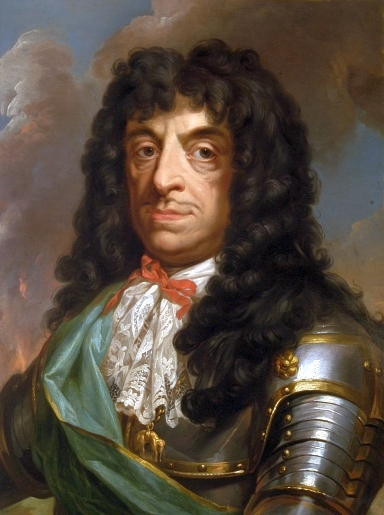
Juan II Casimiro Vasa de Polonia

Por otro lado, la República de las Dos Naciones había ido perdiendo su posición dominante en la región después de la extinción de la dinastía Jagellón en 1572. Desde 1648, bajo el reinado de Juan II Casimiro Vasa —elegido ese mismo año en medio de una emergencia militar por la revuelta cosaca tras el fallecimiento de su hermano Vladislao IV—, experimentó una enorme crisis, debida tanto a la rebelión de Jmelnytsky en el sureste, como a la parálisis de la administración por las disputas entre el rey y el príncipe lituano Janusz Radziwiłł y a la falta de apoyo de la nobleza en la Sejm (Cámara Baja polaca) para financiar al ejército que tuvieron como consecuencia que la república carecía de defensa suficiente. La nobleza prefería defender su posición privilegiada frente al peligro de la instauración de una monarquía absolutista rechazando financiar un ejército profesional permanente, incluso al precio de debilitar la defensa nacional. Consideraba que el ejército debía costearse con los ingresos de las tierras reales, no con impuestos, pero aquellos eran insuficientes pues los sucesos reyes los utilizaban para granjearse partidarios, enajenándolas a menudo vitaliciamente. Además en 1652 se implantó el liberum veto, que permitía detener las deliberaciones parlamentarias, la aprobación de leyes y de impuestos, privando a la Corona de toda financiación bélica. Radziwiłł maquinaba con el calvinista Jorge Rákóczi II y estaba en conversaciones con el rey sueco a través del duque de Curlandia. La nobleza protestante y ortodoxa lituana se sentía arrumbada por el favor que Juan Casimiro mostraba a los nobles católicos del Gran Ducado y estaba dispuesta a cambiar de soberano e incluso a rescindir la unión con Polonia y crear una nueva con Suecia, el Gran Ducado de Moscú o el atamanato cosaco. Para los aristócratas protestantes, el mejor candidato para sustituir a Juan Casimiro era el rey sueco, con cuyo Gobierno mantenía contactos secretos.
El atamán cosaco rebelde Bogdán Jmelnitski y Alejo I de Rusia firmaron el tratado de Pereyáslav contra Polonia en enero de 1654; el zar ruso contaba con un ejército bien equipado que por entonces se estaba modernizando. Ese mismo año, Carlos X Gustavo sucedió a su prima Cristina de Suecia en el trono sueco, mientras las fuerzas rusas avanzaban en el noreste de la desprotegida República de las Dos Naciones, amenazando las zonas de interés suecas en la costa del Báltico. Los triunfos rusos impelieron a Suecia a intervenir también, con el pretexto de proteger a la población protestante de Polonia. Su objetivo era adueñarse del ducado de Curlandia, vecino a la Livonia ocupada desde hacía décadas, y, sobre todo, de la lucrativa Prusia, que ya había administrado temporalmente antes. Suecia mantenía una estrecha relación con el también protestante príncipe de Transilvania y tenía intención de vencer a la católica Polonia. Atrajo a su bando al Hetmanato cosaco, contrario al gobierno polaco, y le prometió apoyo militar si los cosacos rompían con los rusos. Bogdán Jmelnitski despachó una expedición encabezada por el coronel de Kiev a Galicia, que pronto hubo de regresar, a causa del motín que estalló en sus filas. 
Suecia, entonces un imperio expansionista con un ejército diseñado para sostenerse con los ingresos de los territorios que ocupaba, era consciente de que un ataque directo a Rusia, su principal adversario, podría precipitar la formación de una alianza ruso-polaco-danesa. No podía formar una alianza con Polonia por la negativa de Juan II Casimiro a renunciar a sus pretensiones a la Corona sueca y por la negativa de la nobleza polaco-lituana a ceder territorios; así, las negociaciones bilaterales celebradas en Lubeca en febrero de 1655 terminaron efectivamente fracasando. Por lo tanto, Suecia optó por emprender una ofensiva a contra la mancomunidad polaco-lituana para apoderarse de los territorios que codiciaba antes de que cayesen en poder de los rusos.

### Importancia económica
Más de cuatrocientos mil barcos atravesaron el estrecho de la Sonda entre 1497 y 1657, de los cuales el 59% pertenecían a las Provincias Unidas de los Países Bajos. El tráfico holandés con el Báltico se concentraba en Ámsterdam. Los barcos traían al Báltico principalmente sal, vino, arenques, telas, pellejos y productos de las colonias y llevaban fundamentalmente trigo, centeno, hierro, madera y telas. Gran parte de las importaciones regionales tenían por destino el puerto prusiano de Danzig, en la Prusia Real, que era también el principal puerto exportador de la zona. El 70 % del centeno que se exportaba en el Báltico y el 63,5 % salía del puerto de Danzig, seguido en este tráfico por el de Konigsberg (10,5 % de las exportaciones de centeno y 9 % de las de trigo). El destino principal de este cereal eran las Provincias Unidas, en las que medio millón de habitantes dependían de este grano para comer —de una población total de unos dos millones en 1650—. Las importaciones de cereal báltico también mantenía los precios relativamente bajos y estables y evitaban las hambrunas. El dominio del comercio báltico fue una de las razones de la hegemonía mercantil neerlandesa en el siglo XVII y fomentó el desarrollo de distintos sectores productivos, desde la pesca del arenque a las refinerías de sal, la producción textil o la naval.
Algunos de los principales puertos comerciales ya estaban en poder de Suecia cuando estalló la guerra: Pernau desde 1617, Narva desde 1581, Revel desde 1561 y Riga desde 1621. También lo estaba Finlandia (4,4 % del tráfico Ámsterdam-Báltico) y Pomerania occidental (1,7 %). Curlandia, autónoma en la Confederación polaco-lituana, representaba en torno al 4,4 % del comercio entre Ámsterdam y el Báltico. Otro territorio autónomo polaco-lituano, en este caso administrado por el elector de Brandeburgo, el Ducado de Prusia —muy especialmente Königsberg—, acaparaba alrededor del 6 % del comercio holandés en la zona.

## Etapas de la guerra

### Rápida invasión sueca de Polonia-Lituania

#### Plan sueco y preparativos
Suecia empezó a prepararse para entrar en guerra en diciembre de 1654 y dado el gran coste que suponía pagar a sus mercenarios, preveía desencadenar las hostilidades cuanto antes, para que estas tropas se sostuviesen en terreno extranjero. Pese a su coste, eran buenas tropas, veteranas del conflicto alemán, y contaban de excelente artillería. La decisión de entrar en guerra se debió a una conjunción de motivos: el temperamento belicoso regio; la falta de fondos para pagar a las tropas tras el fin de la guerra en Alemania que había puesto fin a los ingresos por exacciones y a las contribuciones de los aliados, a la que se sumaban la reducción de contribuciones de las tierras de realengo, menguadas, y de los ingresos por exportación de cobre por la bajada del precio de este metal; y la tradición de que el ejército se mantuviese fundamentalmente del territorio en el que se hallaba. Los planes bélicos suecos preveían que el nuevo conflicto sirviese para hacer que el fisco se sostuviese gracias a aranceles comerciales y no a impuestos sobre la tierra. Para ello pretendían bien apoderarse de los rentables puertos polacos —en especial, de Danzig, que concentraba un tercio de todo el comercio báltico— y, llegado el caso, de zonas de Noruega y del estrecho de la Sonda, que facilitasen las exportaciones.
Carlos Gustavo optó por atacar Polonia-Lituania en marzo de 1655 tras descartar a Rusia como objetivo. El propósito principal del monarca sueco era la Prusia Real. Para entonces Polonia-Lituania ya se encontraba en graves dificultades en su guerra con Rusia y los rebeldes cosacos, a los que debía combatir con fuerzas muy inferiores a las de estos y tenía exiguas reservas para hacer frente a los invasores suecos. Estas se habían destinado a proteger Prusia, y la defensa de la Gran Polonia, cuyas fuerzas regulares se hallaban destinadas en Ucrania combatiendo a los rebeldes, se fiaba en las milicias locales.
El plan sueco era atacar con una maniobra de tenaza desde dos frentes: por el oeste el mariscal Arvid Wittenberg debía avanzar desde Pomerania, con unos efectivos de trece mil seiscientos cincuenta hombres y setenta y dos cañones, compuesto principalmente por tropas reclutadas especialmente para Polonia, tanto en Bremen como en la propia Pomerania; debía seguirlo el rey Carlos X Gustavo de Suecia con un ejército de entre doce mil setecientos y quince mil soldados venidos desde Suecia; y por el noreste, debían invadir Lituania los mariscales Gustaf Horn y Gustav Lang con siete mil doscientos hombres, desde el territorio sueco de Livonia. El plan original había dispuesto que la acometida principal se verificase desde Livonia, pero el temor a un choque con los rusos hizo que se cambiase y que el embate central se llevase a cabo desde Pomerania. Las fuerzas totales suecas para esta campaña de Polonia eran de unos cuarenta mil hombres. Para financiar el comienzo de la costosa invasión, Carlos Gustavo obtuvo diversos empréstitos, avalados con los ingresos aduaneros y mineros de varios años y con los que se preveían de algunas tierras que se esperaba conquistar, además de con la venta de títulos a ciertos generales. Seguidamente el Gobierno sueco confiaba en que la guerra se costease por sí misma aunque, en todo caso, se preveía una fácil victoria sobre la debilitada y desgarrada Polonia-Lituania.

#### Primeras operaciones: avance en Livonia y sometimiento de la Gran Polonia
Magnus de la Gardie estaba al mando de las tropas reunidas en Livonia, venidas en parte de Finlandia, que se concentraron en Riga. Era gobernador general de la Livonia sueca desde el 1 de junio. El primer embate contra Polonia-Lituania acaeció en este sector: De la Gardie conquistó la ciudad de Dunaburgo, en la parte polaca de Livonia, el 12 de julio de 1655, con el objetivo de evitar de que cayese en poder de los rusos. Sin embargo, para evitar posibles choques con los rusos, las tropas suecas detuvieron su avance y se retiraron a la Livonia sueca tras dejar en Dunaburgo una guarnición.
No obstante, la retirada era pasajera, pues De la Gardie ya tenía instrucciones para apoderarse, pacíficamente y con la ayuda de la nobleza filosueca si era posible, del norte del Gran Ducado y de la Livonia polaca. De la Gardie debía adueñarse de Biržai y Kaunas y de las rutas que comunicaban Vilna con Samogitia; de Braslav, para proteger Riga; del obispado de Pilten y de la costa de Samogitia. Entró en contacto discretamente con Radziwiłł y otros lituanos tenidos por afines a Suecia a finales de julio y el 1 de agosto ya tenía confirmación de que algunos de ellos estaban dispuestos a someterse a la protección sueca. Oficialmente las autoridades lituanas solamente solicitaban ayuda militar a los suecos, pero secretamente Radziwiłł se mostraba dispuesto a someterse a Suecia y enviaba información falsa a Juan Casimiro en la que indicaba que los suecos ya estaban ocupando parte del Gran Ducado. El rey, sin embargo, le ordenó que firmase un armisticio con rusos y cosacos costase lo que costase y concentrase su ejército en Livonia para enfrentarse a los suecos. El mismo día, 1 de agosto, los suecos proclamaron su intención de invadir el norte de Lituania, y Biržai se sometió de inmediato; el 5 De la Gardie empezó a negociar el sometimiento de Radziwiłł y los demás partidarios de Suecia.
Luego el mariscal Wittenberg cruzó la frontera oeste de Polonia el 21 de julio. Los polaco-lituanos habían esperado en vano que Federico Guillermo I de Brandeburgo, vasallo de la Confederación en tanto que duque de Prusia, impidiese el paso de los suecos por su territorio, pero no lo hizo. Wittenberg había concentrado sus fuerzas en Stettin y a continuación se había dirigido hacia la Prusia Real a través de las tierras de Brandeburgo, sin pedir permiso al elector, pero aceptando tratar mientras con él.
Wittenberg se enfrentó con un ejército polaco de trece mil reclutas a los que apoyaban mil cuatrocientos campesinos, reunidos a toda prisa para tratar de frenar la invasión. Las Cortes de junio de 1655 se habían negado a aprobar la recaudación de nuevos impuestos para contratar mercenarios: hartas de los costes de siete años de guerra con los cosacos, confiaban en detener al nuevo enemigo con las tropas señoriales. Por tanto, los suecos solo tuvieron que enfrentarse con siete mil jinetes y seis mil quinientos infantes de tropa regular, a los que se sumaron treinta y tres mil jinetes de los señoríos, tropa indisciplinada.
Después de la batalla de Ujście, muchos nobles de la Gran Polonia, conscientes de la superioridad profesional del ejército sueco y deseosos de evitar mayores combates, juraron fidelidad al rey de Suecia el 25 de julio, aunque la mayoría se retiraron sin someterse. Uno de los organizadores de la rendición era un destacado adversario de Juan Casimiro, el aristócrata Krzysztof Opaliński, que había mandado el ejército pese a carecer de experiencia militar, si bien la capitulación parece haber resultado de la derrota militar, debida a la mala organización y las escasas fuerzas disponibles para frenar a los invasores. Wittenberg dejó una guarnición en Poznan, ocupada el 31 de julio.

#### Sometimiento oficioso de Lituania: el primer Tratado Kédainai

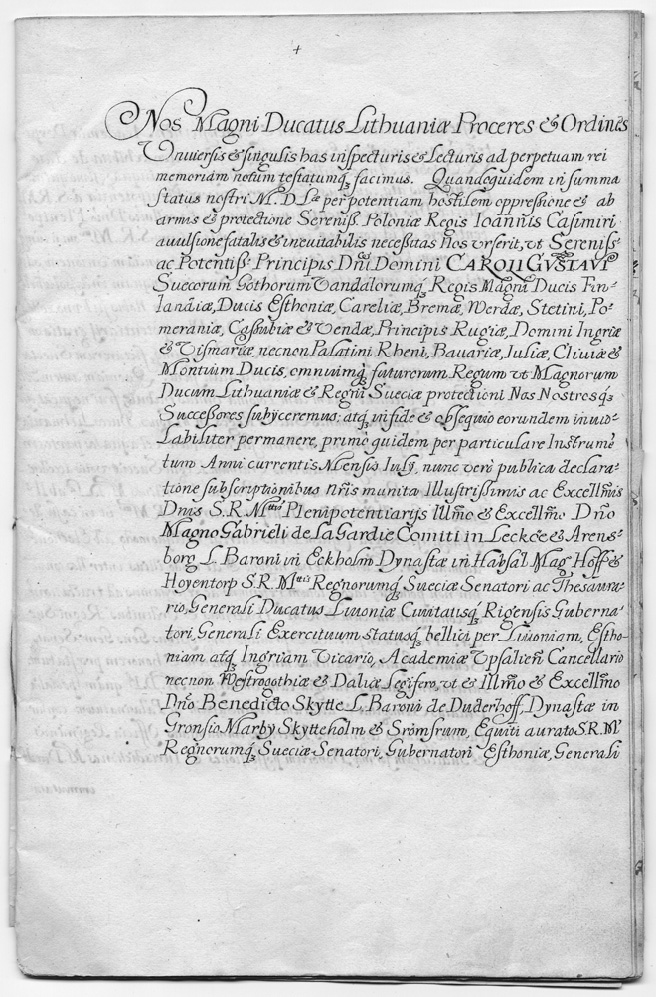
El Tratado de Kėdainiai, que legalizó la unión de Lituania a la Corona sueca.

En el frente norte, el gran atamán lituano Janusz Radziwiłł firmó el Tratado de Kėdainiai con Suecia el 17 de agosto de 1655, en virtud del cual puso el Ducado de Lituania bajo la «protección» de Suecia. Radziwiłł justificó el paso como necesario ante lo que consideraba falta de auxilio polaco en la guerra con Rusia y consecuencia inmediata de la sumisión de Ujście, si bien llevaba tiempo tratando con los suecos y con otros posibles rivales de Juan Casimiro, al que deseaba derrocar. Era uno de los mayores magnates lituanos, calvinista y el archirrival de Juan Casimiro, de quien había esperado en vano ser ascendido a gran atamán lituano cuando falleció el anterior en 1653, puesto que solo logró por insistencia de las Cortes en 1654. Ambos se culpaban de los reveses sufridos ante los rebeldes cosacos.
Sin embargo, la gravedad de la tesitura en la que se encontraba Lituania, apretada por los ejércitos del zar, sin socorro polaco y amenazada ahora también por los ejércitos suecos, era real. Riga, en poder sueco, desempeñaba un papel señalado en la economía del Gran Ducado y existía un grupo de nobles y comerciantes lituanos interesados en fomentar el tráfico mercantil con el puerto livonio. El tratado incluía una cláusula por la que los lituanos quedaban eximidos de luchar contra los polacos. Una parte sustancial del ejército lituano —más de dos mil soldados— se opuso al tratado y formó la Confederación de Wierzbołów el 23 de agosto, bajo el liderazgo del magnate Paweł Jan Sapieha, que permaneció fiel a Juan Casimiro hasta noviembre. Otro tercer grupo de nobles lituanos prefirió reconocer la autoridad del zar a cambio de la promesa de este de respetar las leyes lituanas.
El ejército sueco entró en Lituania el 14 de agosto: trece mil setecientos soldados, de los que 6415 estaban destinados a servir en guarniciones. Quedaban así siete mil doscientos (dos mil setecientos jinetes, cuatro mil infantes y quinientos dragones) que, junto con cuarenta y cuatro cañones y cinco morteros, constituían los efectivos listos para sumarse a las tropas lituanas, unos diez mil hombres (tres mil cien a las órdenes de Radziwiłł, tres mil a las de Gosiewski, ochocientos dragones que mandaba Bogusław Radziwiłł y tres mil jinetes de las levas nobiliarias). Los suecos evitaron todo choque con los rusos, que ya habían conquistado Kaunas y se limitaron a ocupar el obispado de Pilten el 5 de agosto y Samogitia el 20. La pasividad sueca ante los rusos disgustaba a la fracción de Radziwiłł, que trató repetidamente de ponerle fin. Los suecos, por el contrario, se dedicaron a atraerse al duque de Curlandia, que el 20 de septiembre abandonó su anterior neutralidad y se avino a permitir el paso de tropas suecas por su territorio.

#### Conquistas de Varsovia y Cracovia, segundo Tratado de Kédainiai y ocupación ruso-sueca

Ocupación de Polonia-Lituania por suecos y rusos en 1655.

Carlos Gustavo desembarcó en Wolgast el 4 de agosto, agrupó sus tropas en la Pomerania sueca y desde allí invadió Polonia el día; alcanzó a las tropas de Wittenberg en Konin el 24 de agosto. Para entonces el norte de Polonia se hallaba indefensa. El ejército continuó luego con treinta mil soldados hacia Varsovia. Por el camino solamente encontró una ligera resistencia, porque Polonia tenía la casi totalidad de sus fuerzas militares luchando contra los cosacos. Pese a todo, Juan II Casimiro pudo reunir un pequeño ejército y se enfrentó a los suecos en una serie de escaramuzas que constituyeron la batalla de Sobota (2 de septiembre), en la que fue derrotado; se replegó luego hacia Cracovia. Carlos X Gustavo marchó hacia Varsovia, que se rindió el 8 de septiembre sin ofrecer ninguna resistencia; ocupó la ciudad que estaba a punto de caer en manos rusas.
Carlos X Gustavo marchó seguidamente hacia Cracovia y libró con Juan Casimiro la batalla de Żarnów el 16 de septiembre, en la que venció. El rey polaco, con sus últimas tropas, consiguió romper el cerco el 30 de septiembre y los dos ejércitos se enfrentaron el 3 de octubre, en la batalla de Wojnicz, en la que los suecos volvieron a batir al ejército polaco. El rey de Polonia huyó a Silesia después de la batalla, mientras Cracovia se rendía al rey sueco el 19 de octubre. Esteban Czarniecki, que había dirigido la enconada resistencia de la ciudad durante los dos meses de cerco, obtuvo permiso para retirarse con sus hombres.
El segundo Tratado de Kedánia que incorporaba Lituania a Suecia se firmó el 20 de octubre; Radziwiłł reconoció a Carlos X Gustavo como gran duque de Lituania, pero la maniobra careció de apoyo notable entre la alta nobleza lituana. Las condiciones eran menos favorables a los lituanos y más parecidas al borrador original que había propuesto Suecia en la primera negociación. La mayor parte del ejército polaco, así como la mayoría de magnates y palatinos se rindió en los días siguientes. El polaco Koniecpolski se rindió cerca de Cracovia el 26 de octubre, con 5385 hombres. El atamán Stanisław Lanckoronski y el gran atamán Stanisław Potocki hicieron lo propio con diez mil hombres el 28 de octubre  —lo que quedaba del ejército real polaco-lituano— y el 31 de octubre hizo lo propio la hueste reclutada en Mazovia, después de la batalla de Nowy Dwór (30 de septiembre). Un motivo primordial del sometimiento de los grandes magnates terratenientes a Carlos Gustavo fue la esperanza de que este sometería a los cosacos rebeldes y a los ejércitos rusos y les devolvería sus enormes propiedades.
Mientras tanto, las fuerzas rusas y cosacas habían ocupado el este de la República de las Dos Naciones hasta Lublin, dejando solo Leópolis bajo control polaco-lituano, si bien ya la asediaban. Carlos X Gustavo se dirigió hacia el norte a finales de octubre a someter Prusia y dejó al mariscal Wittenberg en Cracovia con unos tres mil soldados suecos y dos mil polacos y varias guarniciones dispersas encargadas de controlar la parte meridional de la república ocupada por Suecia. La gran proporción de caballería que tenía el ejército sueco le estaba permitiendo librar la guerra con gran movilidad, pero complicaba los asedios, como se vio posteriormente. La meta de Carlos Gustavo era Prusia, el objetivo principal de la invasión, de la que podía ocuparse ya tras haber expulsado a Juan Casimiro y haber sometido a los ejércitos de la Confederación; deseaba adueñarse de ella durante el invierno, antes de que con la llegada de la primavera pudiese presentarse en la región una flota holandesa.
De la Gardie llevó la mitad del ejército desplegado en el noroeste lituano —siete mil soldados— a Polonia durante la primera mitad de noviembre, bordeando la frontera de Prusia. Una cifra algo mayor quedó en Lituania a las órdenes del virrey Bengt Skytte y del general Henrik Thurn y, a partir del 10 de noviembre, del mariscal Gustaf Adolf Lewenhaupt.

#### Reacción internacional a la invasión
Las reacciones en Europa a la aparente derrota total de la Mancomunidad polaco-lituana no se hicieron esperar: para los Países Bajos suponía una probable dominación sueca de casi toda la costa báltica y una posible pérdida de su posición preponderante en el comercio báltico; para Dinamarca, una amenaza de pasar a la insignificancia política en la zona; para los Habsburgo austriacos, un peligro de invasión; para Francia, un posible desbaratamiento de sus esfuerzos por atraer nuevamente a Suecia a los asuntos el imperio contra las dos ramas de los Habsburgo, austriacos y españoles; y para Transilvania suponía una oportunidad de intervenir en los asuntos polacos.
El comercio báltico estaba dominado por entonces por los holandeses, que veían con preocupación la expansión sueca por el sur de la región: el Báltico corría el riesgo, desde su punto de vista, de caer completamente bajo el dominio de Estocolmo, lo que probablemente supondría un aumento de los peajes que pagaban los barcos que comerciaban en la zona e incluso podía llevar a excluir a los Países Bajos de ella. El temor por la expansión sueca había llevado a las Provincias Unidas a pactar una alianza con Polonia-Lituania ya en mayo de 1654, antes del estallido de la guerra nórdica. Firmaron otra liga con Brandeburgo el 27 de julio de 1655, cuando comenzaba la invasión sueca de la Confederación polaco-lituana.

### Equilibrio: resurgimiento polaco-lituano y búsqueda de alianzas

#### Surgimiento de la resistencia polaco-lituana

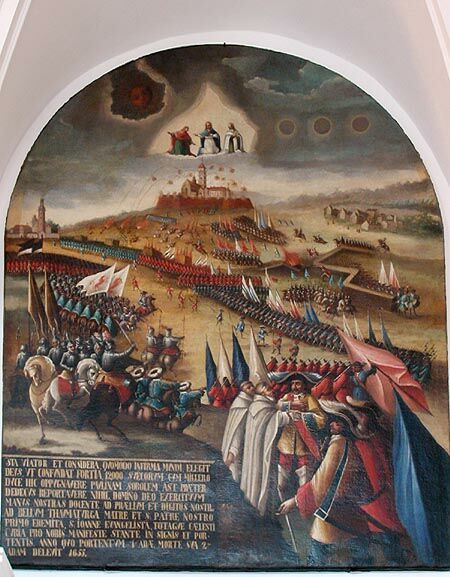
Asedio sueco de Jasna Góras 1655. Pintura al óleo, 17. Jh. Malarnia Jasnogórska, de Jasna Góra, Sala Rycerska

Parecía en ese momento como si Polonia hubiese sido completamente derrotada. La invasión se conoce en la historia polaca como «El Diluvio», ya que pareció que la autoridad de los enemigos cubría todo el territorio. Carlos Gustavo había conquistado fácilmente una parte considerable del país mediante pactos que garantizaban los derechos de la nobleza y en teoría apenas suponían un cambio de soberano de la Confederación: los pactos habían desplazado a Juan Casimiro para otorgar sus prerrogativas al rey sueco. Sin embargo, la apariencia era engañosa: muchos nobles, incluso adversarios o críticos de Juan Casimiro, no se habían sometido a la nueva autoridad sueca que, además iba a tener dificultades para controlar un país vasto con un ejército de apenas treinta y seis mil soldados. Por añadidura, la lealtad de aquellos que sí se habían sometido al rey sueco dependía en gran medida del comportamiento de este y de sus tropas, que pronto decepcionó a muchos. Las diferencias religiosas entre los protestantes suecos y la católica Polonia suscitaron casos de malos tratos, asesinatos de sacerdotes y monjes católicos y saqueos de sus iglesias y monasterios.
Otra importante causa de descontento eran las exacciones económicas suecas y los desmanes de los soldados, relacionados. Carlos Gustavo tuvo que exigir onerosas contribuciones a las ciudades para pagar a su caro ejército mercenario y, al no lograr todo el dinero que necesitaba, se desataron los saqueos de los militares. En otros casos el monarca sueco hubo de infringir privilegios nobiliarios para agenciarse el dinero que necesitaba, pese a haber prometido respetarlos. También fue retrasando la convocatoria de las Cortes, pese a haberse comprometido a hacerlo. La resistencia al invasor se fue extendiendo velozmente a partir de noviembre. Los abusos por parte de los suecos dieron pie a la formación de grupos guerrilleros en los territorios ocupados que fueron expulsándolos de algunas zonas apartadas e incluso algunas ciudades. Los insurrectos atacaban a los ocupantes por todo el país y asesinaban a los destacamentos que podían. Una de las bandas atacó una pequeña guarnición sueca en Kościan en octubre de 1655 y mató a Federico de Hesse, cuñado del rey sueco, en una celada.
Un ejército sueco de cuatro mil soldados al mando de Burchard Müller intentó conquistar el monasterio de Jasna Góra, en Częstochowa. La operación duró un mes pero fracasó: un grupo de monjes del monasterio consiguió contraatacar, apoyado por campesinos. Este hecho fue un punto de inflexión de la guerra contra Suecia, hasta entonces generalmente desfavorable para los polacos, ya que la noticia de la victoria se expandió por todo el reino, despertando el patriotismo de la población polaca; el fallido asedio se transformó en símbolo de resistencia. Un manifiesto publicado el 20 de noviembre en Opole llamando a la resistencia pedía el regreso del rey Juan II Casimiro, y en diciembre un ejército de campesinos conquistó Nowy Sącz. Juan Casimiro empezó a prepararse a volver al país a mediados de noviembre.
El 29 de diciembre el gran atamán (hetman, jefe militar) Estanislao Potocki y el atamán de campo (feldhetmans) Stanisław Lanckoroński constituyeron la Confederación de Tyszowce, una alianza de la nobleza polaco-lituana que tenía por meta oponerse a la invasión sueca, defender la mancomunidad y el catolicismo; la decisión se debió en parte a la incapacidad sueca para pagar a estas tropas que, hasta entonces, habían reconocido la autoridad de Carlos Gustavo. Mediante este gesto, gran parte del ejército polaco volvió a reconocer como soberano a Juan Casimiro. Este volvió del exilio el 1 de enero de 1656 y asumió la jefatura de la nueva confederación nobiliaria. La mayoría de los soldados polacos que servían en el ejército sueco desde octubre de 1655 desertaron y se incorporaron a las tropas de la Confederación en enero y febrero de 1656. En abril Carlos Gustavo había perdido a casi todos sus partidarios. Se replegó con cierta dificultad hacia el norte, a la Prusia Real. La vuelta del soberano polaco-lituano desató también una campaña de desprestigio de Radziwiłł y Opaliński, tachados de traidores, cuyos tratados con Suecia eran en efecto ilegales y perdían partidarios por momentos. La situación de Carlos Gustavo era cada vez más preocupante: sus mercenarios alemanes no cambiaban de bando simplemente porque el enemigo carecía de dinero para pagarlos, la falta de fondos no le permitía contratar más para cubrir las bajas, las tropas sufrían de hambre y peste y el desánimo cundía incluso entre los soldados suecos.
La evolución en Lituania fue paralela a la polaca, y por los mismos motivos: los desmanes de los ocupantes, suecos y rusos, muchas debidas a las necesidad de sostener a las tropas, encolerizaron al campesinado, que se fue organizando para expulsarlos, colaborando con las operaciones en este mismo sentido del atamán de campo lituano Wincenty Korwin Gosiewski, que huyó del cautiverio en que lo tenían los suecos en abril de 1656. Además, las autoridades suecas no eran capaces de controlar a los soldados, que se comportaban en el Gran Ducado como en tierra conquistada. Los intentos suecos por crear un partido fuerte que les fuese favorable fracasaron por las disensiones entre nobles. Radziwiłł falleció en diciembre de 1655, cercado en Tykocin por las tropas lituanas aún fieles a Juan Casimiro, pero para entonces su posición se había debilitado notablemente por las maniobras suecas que, socavando a la familia, habían tratado de granjearse un apoyo más amplio entre la aristocracia lituana. Por añadidura, Sapieha volvió a cambiar de bando, esta vez de forma definitiva, en enero de 1656, cuando Juan Casimiro lo nombró palatino de Vilna y gran atamán de Lituania. Gosiewski y Sapieha dirigieron las operaciones contra Suecia en el Gran Ducado. Una rebelión contra las autoridades suecas estalló a mediados de abril de 1656, centrada en Samogitia y debida fundamentalmente al descontento por la administración sueca, los gravosos impuestos que exigía y los abusos de la soldadesca, si bien las diferencias religiosas también desempeñaron un papel —la nobleza protestante se mantuvo en general fiel a Suecia, mientras que la católica se unió a los rebeldes—. Los suecos sofocaron el alzamiento en mayo, a lo que siguió un duro castigo a la región, muchos de cuyos pueblos fueron incendiados. Sin embargo, los suecos perdieron el control de casi todo el Gran Ducado pese a haber aplastado el levantamiento y a finales de junio lo evacuaron casi por completo, salvo Biržai, Braslav y Druja.

#### Cambio en la situación: lenta recuperación polaca
La situación de Juan Casimiro tampoco era prometedora: solo Danzig y Leópolis —en la que entró triunfalmente en abril de 1656— escapaban a la ocupación extranjera y la primera, muy dependiente del comercio, veía su línea de abastecimiento por el Vístula dominada por los suecos. Gran parte del país seguía ocupado, lo que dificultaba la recaudación de impuestos, necesaria para pagar a las tropas. El ejército carecía de suficiente infantería, artillería y munición y a principios de 1656 apenas sumaba unos miles de hombres: siete mil doscientos regulares al mando de Stanisław "Rewera" Potocki y Stanisław Lanckoroński (los atamanes polacos), dos mil quinientos lituanos con Paweł Jan Sapieha, tres mil quinientos infantes en diversas guarniciones y trece mil quinientos soldados que acaudillaba Lubomirski. Los mandos militares polacos insistían en aumentar la infantería, que debía ser moderna y profesional y complementar la abundante caballería, pero el país carecía de ella por la incapacidad que había sufrido para aprobar presupuestos militares que costeasen ejércitos permanentes, y la rápida invasión sueca no había permitido la contratación de mercenarios. A ello se había sumado la rebelión de los cosacos tradicional fuente del grueso de la infantería de la mancomunidad.
En cuanto al aspecto internacional, la posición polaco-lituana tampoco era halagüeña: además de estar en guerra con Rusia y Suecia y de contar con escasa colaboración de los tártaros, tampoco podía apoyarse claramente en Francia —aliada de Suecia— ni con Inglaterra —que desconfiaba de los planes de Suecia para Prusia, pero negociaba de todas formas una liga naval con ella y veía con malos ojos el apoyo polaco-lituano a los Estuardo—. El representante polaco-lituano tampoco había logrado interesar al rey danés en la contienda y los holandeses temían tomar partido abiertamente por la Confederación, pues creían que ello pondría en peligro a Dinamarca y provocaría la ira inglesa. Brandeburgo parecía indiferente y se había limitado a proteger su feudo del Ducado de Prusia y Transilvania contaba con más caballería que infantería, que era lo que deseaban obtener los polaco-lituanos. Los vecinos Habsburgo austriacos, católicos y poco amigos de Suecia, parecían los más dispuestos a aportar los ansiados infantes, pero se encontraban en una posición complicada en el Imperio.
Pese a todo, las fuerzas fueron creciendo en los primeros meses del año, con el reclutamiento de nuevas fuerzas de caballería y de unidades extranjeras de infantería (tres regimientos de infantería, otro de dragones y dos compañías nuevas). Se sumaron también algunas levas de señoríos del sureste que permitieron que las huestes fieles a Juan Casimiro alcanzasen los treinta mil hombres. El mando efectivo lo obtuvieron Esteban Czarniecki y Lubomirski, si bien oficialmente seguía correspondiendo a los cuatro atamanes estatales. Czarniecki se limitó a hostigar las comunicaciones del enemigo, intentando evitar las batallas campales. Envió a su caballería a la Gran Polonia y alcanzó incluso Pomerelia y cortar las comunicaciones enemigas con Stettin.
Carlos X Gustavo respondió a la amenaza persiguiendo con once mil jinetes a las fuerzas de Czarniecki, que contaba con tan solo dos mil cuatrocientos hombres; las venció en la batalla de Gołąb (febrero de 1656). Batió repetidamente a Czarniecki en la dura persecución invernal, pero perdió en la operación dos tercios de sus tropas. Seguidamente intentó tomar Leópolis, pero su avance hacia la ciudad fue detenido en la batalla de Zamość, ciudad que contaba con defensas modernas y se negó a rendirse. Carlos Gustavo no contaba con infantería suficiente como para asediarla y según avanzaba el tiempo quedó patente que el ejército polaco-lituano que mandaban Sapieha y Czarniecki podía rodearlo; a duras penas pudo escapar los días 5 y 6 de abril de la confluencia del Vístula y el San rompiendo las líneas de Sapieha durante la batalla de Sandomir, pero a costa de perder toda la artillería y la impedimenta. Un contingente de socorro sueco al mando de Federico de Baden que acudía en su auxilio fue destruido por Czarniecki el 7 de abril en la batalla de Warka, si bien Federico logró que el enemigo no atrapase al rey, que alcanzó Varsovia sano y salvo, atrayendo hacia sí a parte de sus fuerzas. En el mismo mes, Juan II Casimiro proclamó a la Virgen María reina de Polonia en Leópolis y se comprometió a reducir las cargas que sufrían los campesinos si recuperaba las tierras ocupadas. Para entonces el ejército polaco-lituano había crecido enormemente respecto al año anterior y el sueco era demasiado pequeño para imponerse por la fuerza y poner fin rápidamente al conflicto.

### Intervenciones de los aliados respectivos

#### Intervención brandeburguesa en favor de Suecia: inestable alianza
La resistencia de los nobles polacos que rompieron sus anteriores juramentos al rey sueco, el retorno del rey Juan II Casimiro y el profundo sentimiento patriótico del pueblo polaco pusieron en apuros al rey de Suecia. Carlos Gustavo vio como única esperanza para vencer a Polonia la división de la República, con la participación de Transilvania, Brandeburgo y los cosacos de Jmelnytsky. Se refugió al comienzo en la Prusia Real, que defendían varios miles de hombres, algunos reclutados por las Cortes del territorio. Abandonó el grueso de la Confederación para centrarse en conservar lo que eran las tradicionales metas suecas: la Prusia Real y Livonia.
En el norte de Polonia-Lituania, el ducado de Prusia Real era desde la Segunda Paz de Torún un feudo polaco y, por tanto, una amenaza para el rey sueco. 
El elector de Brandeburgo había reforzado su posición desde el final de la guerra de los Treinta Años, principalmente mediante la formación de un ejército real fiable que sustituyó a las bandas mercenarias en las que había tenido que apoyarse hasta entonces. Si en 1647 todavía no contaba con más que siete mil soldados, en 1651 ya había reclutado diecisiete mil, aprovechando la desmovilización de los ejércitos que siguió a la Paz de Westfalia. El elector logró además que en 1653 los Estados de Brandeburgo (las Cortes), aprobasen impuestos para costear el mantenimiento del nuevo ejército. En 1655 este era ya el mejor organizado y el más numeroso de la región. Estas nuevas fuerzas armadas eran además necesarias para afrontar cualquier posible contienda que pudiese estallar en la amplia zona donde se hallaban desperdigados los territorios de Federico Guillermo, que se extendían desde el Rin al Niemen y que por fuerza los afectarían.
Las relaciones entre Brandeburgo y Suecia eran tirantes: el primero hubo de ceder tierras al este del Óder a la segunda en noviembre de 1651 para que los dos pudiesen acordar el reparto de Pomerania que se había estipulado en Westfalia. Luego, en mayo de 1653, tuvo que ceder la mitad de los ingresos aduaneros de su mitad de la región y del Ducado de Prusia para que los suecos finalmente le entregasen los puertos pomeranos.

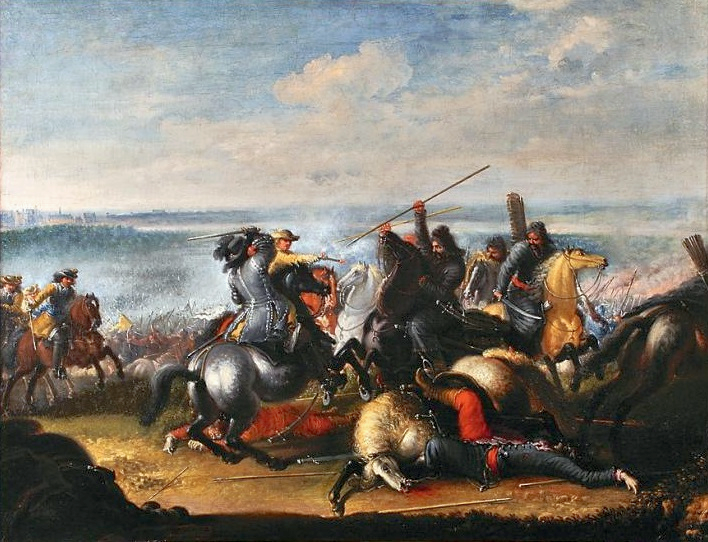
Batalla de Varsovia (1656), obra de Johann Philipp Lemke (1631-1711)). La victoria sueco-brandeburguesa obligó a Juan Casimiro a retirarse temporalmente a Lublin.

El elector había cruzado el Vístula camino de Prusia a mediados de septiembre de 1655 y poco después había propuesto a las ciudades de la Prusia Real acuartelar sus tropas en ellas, teóricamente para que las guarniciones polacas pudiesen marchar a luchar contra los suecos, pero en realidad con el objetivo inconfeso de que aquellas mantuviesen a sus soldados. Los nobles de la desprotegida Prusia Real y el príncipe elector de Brandeburgo Federico Guillermo I y duque de Prusia firmaron el Tratado de Rinsk el 12 de noviembre de 1655 en el que estipularon que las guarniciones brandeburguesas se opusieran a la inminente invasión sueca; el pacto se hizo a instancias de Juan Casimiro, que esperaba con ello granjearse el auxilio del elector. El acuerdo había sido arduo, pues los prusianos desconfiaban del elector y solamente la noticia de la conquista sueca de Cracovia había hecho que finalmente se aviniesen a pactar. Sin embargo, las importantes ciudades de Danzig (Gdańsk), Toruń y Elbląg no suscribieron el tratado y por tanto, no contaron con guarniciones brandeburguesas y, salvo la primera, se rindieron a Suecia. La marcha hacia el norte de Carlos Gustavo había alarmado a Federico Guillermo, que había tratado de pactar con el rey para evitar el choque con el ejército sueco, que en su marcha hacia septentrión se hizo con Toruń el 25 de noviembre y con Elbląg el 11, tres días después de encontrarse con las fuerzas de De la Gardie, que habían marchado hacia el oeste rodeando la raya prusiana.
Suecia ocupó a continuación casi toda la Prusia Real a excepción de Mariemburgo —la única importante de las que había admitido guarniciones brandeburguesas, que cayó finalmente en marzo de 1656— y persiguió al elector brandeburgués hasta Königsberg, adonde se habían replegado las fuerzas brandeburguesas y ante la que llegó el ejército sueco el 20 de diciembre. El elector se había ido retirando sin combatir para poder seguir negociando con el soberano sueco, pese a que ello desanimó a sus soldados, en constante repliegue. La batalla entre las debilitadas fuerzas brandeburguesas y las aún más menguadas de Carlos Gustavo —debido a la necesidad de apostar guarniciones y a los rigores del invierno—, pareció inminente. El levantamiento polaco en el sur evitó el choque y volvió conciliador a Carlos Gustavo, que por fin se avino a parlamentar con el elector con visos de alcanzar un acuerdo. Este se firmó el 17 de enero de 1656: Federico Guillermo tuvo que aceptar someterse a los suecos. En el tratado, el elector conservaba el Ducado de Prusia, pero como feudo sueco, y se comprometía a permanecer neutral en la guerra y a aportar mil quinientos soldados al ejército sueco. Las guarniciones de Brandeburgo en Prusia Real fueron retiradas y cuando en marzo Mariemburgo se rindió, Danzig quedó como la única ciudad que escapaba todavía al control sueco. Para la Prusia Real, la protección de Federico Guillermo había sido inexistente: había terminado por repartirse la región con los suecos; para los polaco-lituanos, las acciones del elector suponían una traición.
Las guarniciones suecas, además de escasas en hombres, contaban en general con defensas insuficientes debido al mal estado general de las fortificaciones. Las de las ciudades gozaban de cierta seguridad dada la falta de infantería y artillería que padecía el enemigo, pero en el campo estuvieron sometidas a un acoso constante que desató un círculo de matanzas mutuas. Los polaco-lituanos habían recuperado el control del Vístula entre Cracovia y Varsovia en abril de 1656. Las guarniciones suecas de estas dos, al mando de Wirtz y Wittemberg respectivamente, quedaron aisladas por las fuerzas polaco-lituanas. La nobleza de Masuria y Podlaquia se aprestó a asediar Tykocin. Las tropas polacas recobraron todo el sur de Polonia salvo Cracovia entre mayo y junio. Las sucesivas victorias acrecentaron el tamaño del ejército, que alcanzó los sesenta mil hombres. A este se sumaron por entonces además las huestes tártaras, nuevas aliadas de Juan II Casimiro. Este tomó Varsovia por asalto con veinte ocho mil quinientos soldados regulares y entre dieciocho y veinte mil reclutas de los señoríos feudales el 29 de junio; para entonces la guarnición sueca había menguado hasta los quinientos soldados de los cuatro mil que había tenido en un principio. No obstante, los problemas para pagar a las tropas persistían y algunas de estas se dedicaron al saqueo de la ciudad recién recuperada.
Carlos Gustavo reaccionó estrechando lazos con Brandeburgo: firmó con el elector el Tratado de Mariemburgo el 25 de junio, que concedía la región de la Gran Polonia a Brandeburgo a cambio de ayuda militar; Federico Guillermo cambió así de bando. Aunque el elector brandeburgués no quedaba sometido a vasallaje a Suecia por la Gran Polonia, sí lo estaba en cuanto que señor del Ducado de Prusia. Guarniciones brandeburguesas reemplazaron a las suecas en la Gran Polonia, que marcharon a reforzar el ejército de Carlos X Gustavo. A partir de ese momento, Brandeburgo participó activamente en la guerra en el bando sueco, lo que hizo que Juan II Casimiro declarase que mientras sus tártaros ya tenían a los suecos para desayunar, encerraría entonces a Federico Guillermo en un lugar donde no brillarían ni el sol ni la luna. Juan Casimiro partió hacia el norte por la orilla oriental del Vístula para atacar a Carlos Gustavo, que hizo lo propio marchando hacia el sur a su encuentro.
Pese a la gran superioridad numérica de la que gozaban los polacos y sus aliados tártaros —cuarenta mil soldados, la gran mayoría de caballería, frente a los dieciocho mil de Carlos Gustavo—, Suecia y Brandeburgo obtuvieron una gran victoria en la batalla de Varsovia, disputada entre el 28 y 30 de julio. El descalabro hizo que Juan Casimiro se retirase a Lublin y permitió a los suecos recuperar Varsovia. La gran victoria tuvo, empero, escasa trascendencia ya que Federico Guillermo decidió no proseguir la campaña y sus ocho mil quinientos soldados suponían casi la mitad del ejército conjunto. Carlos Gustavo no podía continuar avanzando sin ellos y el elector no deseaba reforzar la posición sueca. Decidió retirar las guarniciones del palatinado de Sandomir, reforzar la de Cracovia evacuar Varsovia, que fue sometida al pillaje y medio destruida, y replegarse al norte talando los campos de camino, donde Danzig todavía no había sido sometida. Una flota holandesa apoyada por algunos navíos daneses apareció ante la ciudad a finales de julio para acabar con el cerco sueco y asegurar que la urbe pudiese seguir comerciando con el exterior. Los holandeses traían también mil trescientos soldados para reforzar la guarnición de Danzig.
Por su parte, los polaco-lituanos respondieron a la derrota ante Varsovia con una serie de represalias: Czarniecki atizó los levantamientos en la Polonia occidental, en la retaguardia sueca; otro ejército polaco invadió Brandeburgo, en castigo por la traición del elector; y un contingente tártaro marchó a talar la Prusia oriental.

#### Guerra ruso-sueca, combates en Prusia e intervención de Transilvania

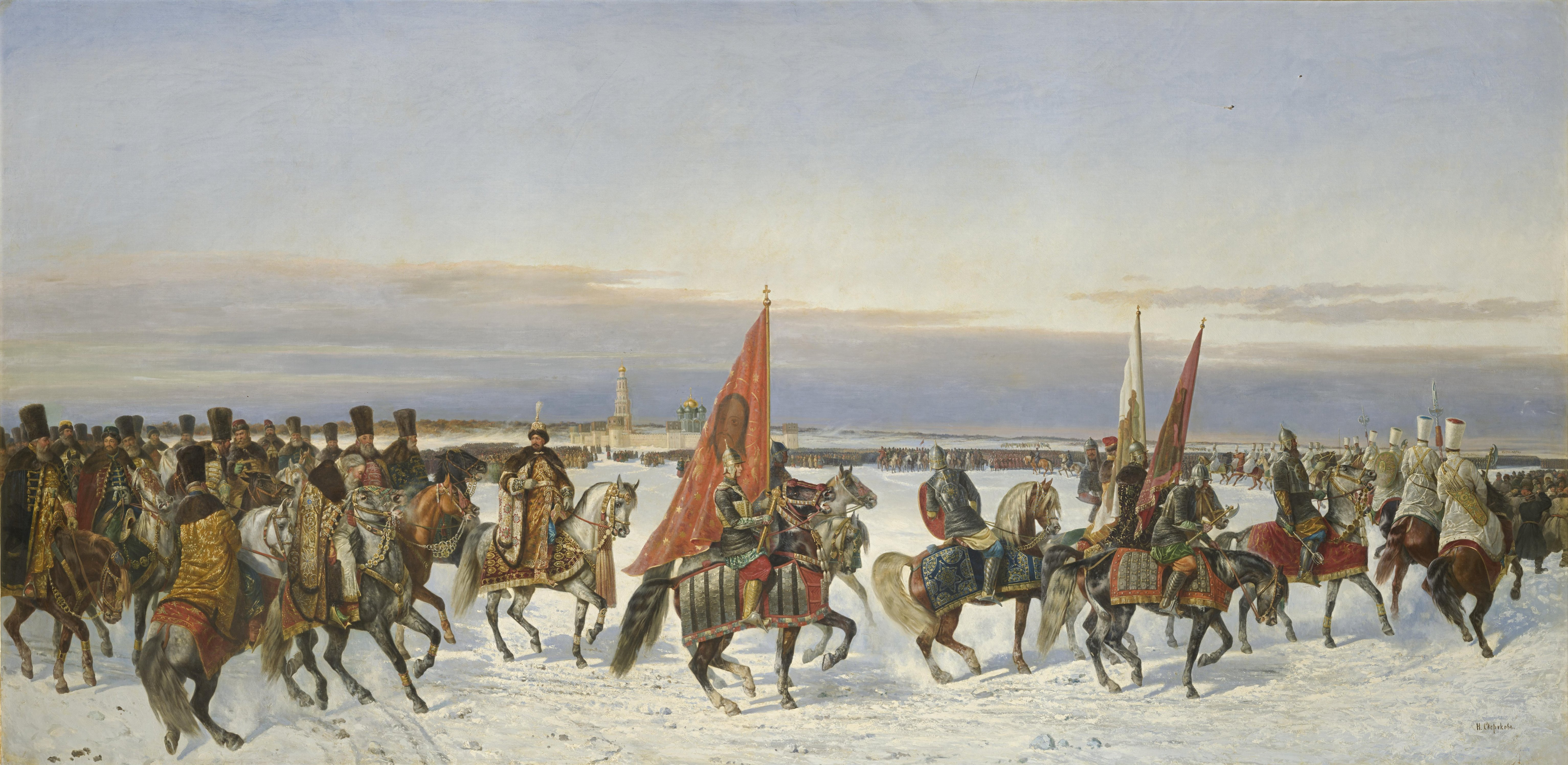
El zar Alejo I de Rusia pasa revista a sus tropas (Historiengemälde de Nikolai Swertschkow 1864)

Alejo I de Rusia había declarado la guerra a Suecia en mayo de 1656, aprovechando que Carlos X Gustavo estaba en Polonia y había dejado Livonia, Estonia e Ingria defendidas solo con un pequeño ejército de dos mil doscientos infantes, doscientos dragones, y que los siete mil soldados de Magnus de la Gardie estaban apostados en Prusia y otros 6933 destinados en diversas guarniciones del Báltico oriental. La principal guarnición sueca en Estonia era la de Revel, que apenas contaba con ciento cuarenta y dos soldados.
Alejo invadió Livonia en julio de 1656 con treinta y cinco mil hombres y tomó Dunaburgo. Luego se apoderó de Kokenhusen (Livonia) en agosto; sitió Riga y Dorpat y taló Estonia, Ingria y Kexholm. El ejército ruso fue incapaz de tomar Riga, bien defendida por su guarnición de más de cinco mil trescientos soldados, que aguantaron hasta que los rusos se retiraron en octubre, con la llegada del invierno a la región. Dorpat, con unas defensas en mucho peor estado y con una dotación asaz menor, acabó rindiéndose el 22 de octubre. La firma del armisticio con Polonia en el Tratado de Vilna de noviembre de 1656 —que confirmó la tregua pactada en abril— en el que los polaco-lituanos prometieron el trono a Alejo a la muerte de Juan Casimiro permitió a Rusia centrarse en esta guerra en la que, sin embargo, no hubo nuevas grandes campañas rusas en el norte tras la de 1656, debido al agotamiento ruso tras tres años de expediciones ininterrumpidas, peste (que aquejaba el territorio desde 1654) y hambre.
Mientras, Juan Casimiro recuperó Łęczyca por asalto el 4 de octubre y seguidamente se dirigió a la Prusia Real. Deseaba acosar a los suecos y aprovechar la presencia de los holandeses en el norte. Por su parte, Wincenty Korwin Gosiewski derrotó con sus doce o trece mil lituanos y tártaros a un contingente sueco-lituano-brandeburgués en la batalla de Prostken, en el Ducado de Prusia, el 8 de octubre de 1656, a donde se había dirigido para castigar la traición de Federico Guillermo tras el repliegue de Carlos Gustavo en agosto de ese año. Gosiewski devastó el ducado, incendiando trece de sus ciudades y doscientos cincuenta pueblos; la campaña pasó al recuerdo popular por la gran cantidad de personas que perecieron en ella y por los numerosos cautivos que fueron llevados a Crimea y vendidos en la propia Confederación. Los suecos vencieron finalmente a Gosiewski en la batalla de Filipów del 22 de octubre y este se retiró entonces al norte de Lituania. Juan Casimiro tomó Bromberg y Konitz en la Prusia Real y se instaló en Danzig, donde pasó del 15 de noviembre de 1656 hasta febrero de 1657; Carlos Gustavo se hallaba cerca, en Elbing, desde donde dirigió el cerco de la ciudad, que tuvo que abandonar luego a causa de la intervención holandesa. En semejante tesitura, Carlos X Gustavo decidió firmar el Tratado de Labiau (20 de noviembre de 1656) que concedió al elector de Brandemburgo la soberanía total de Prusia. Por el Tratado de Bromberg (19 de septiembre de 1657, ratificado luego el 6 de noviembre) el elector obtuvo también la independencia de Prusia respecto de Polonia. La intención del monarca sueco era compensar su falta de soldados con el apoyo de Brandeburgo. Los polaco-lituanos recuperaron Calisia en octubre y corrieron Brandeburgo antes de firmar una tregua con el enemigo en diciembre de 1656. Juan Casimiro seguía teniendo problemas para pagar las soldadas y ello hacía que el ejército fuese reacio a abordar nuevas campañas y a colaborar con Gosiewski. Este trataba con Brandeburgo pese al disgusto que ello causó al rey, pues temía que el reciente acuerdo entre el zar y el elector originase nuevas campañas contra Lituania. Fundamentalmente, Gosiewski deseaba alcanzar la paz con Rusia y romper la liga entre Brandeburgo y Suecia incluso a costa de hacer concesiones al elector, mientras que Juan Casimiro sostenía la posición contraria: dureza con Brandeburgo. La tregua se prorrogó en marzo de 1657, pero las negociaciones de paz fracasaron por el momento, tanto por la intervención transilvana como porque Federico Guillermo mantuvo la liga con los suecos.
Los suecos perdieron en diciembre la principal plaza que conservaban al sur de Prusia: Tykocin. Faltos de dinero, no podían emprender campaña alguna y se limitaban a defender la parte de Prusia que ocupaban con los seis o siete mil soldados que les quedaban. Los brandeburgueses se hallaban en una posición similar, con dificultades para defender el Ducado de Prusia cuya soberanía plena acababan de recibir.
Carlos X Gustavo también se coligó, entre otros, con el protestante Jorge Rákóczi II de Transilvania mediante el Tratado de Radnot del 6 de diciembre de 1656, en el que los firmantes dispusieron el posterior reparto de Polonia-Lituania. El objetivo era el mismo de la alianza con Federico Guillermo: remediar la debilidad militar sueca mediante la colaboración de nuevos aliados. Rákóczi, vasallo del sultán otomano, había sucedido a su padre en el trono principesco transilvano en 1648, el mismo año que había obtenido el suyo Juan Casimiro, y había emprendido al punto una política exterior más ambiciosa, con el deseo de crearse un imperio. El monarca sueco prometió al príncipe transilvano los títulos de rey de Polonia y duque de Lituania y la cesión de la Pequeña Polonia a cambio de que participase en la contienda. Este así lo hizo en enero de 1657 —sin avisar de ello a su señor el sultán—, al frente de veinticinco mil soldados y otros tantos aliados cosacos que desbarataron el asedio polaco a Cracovia y luego se reunieron con Carlos Gustavo en abril, que había marchado al sur al frente de un ejército sueco-brandeburgués. La persecución del enemigo continuó a partir del mes siguiente por todo el país, aunque no hubo choques de importancia; los únicos acontecimientos relevantes de los meses siguientes fueron la conquista de Brest por Carlos Gustavo en mayo y la conquista de Varsovia por Rákóczi y Gustaf Otto Stenbock el 17 de junio. Rákóczi, aliado tanto de Carlos Gustavo como del elector de Brandeburgo, los cosacos y algunos polacos, se hizo con Cracovia y Brest Litovsk. Los polacos, por su parte, evitaron en todo momento dar batalla, sin dejar por ello de hostigar continuamente al enemigo. Transilvanos y sueco-brandeburgueses se retiraron hacia el Vístula tras adueñarse de Brest, devastando la región de regreso al gran río, donde los segundos emprendieron la vuelta al norte. El enemigo arrebató Poznan a los brandeburgueses en julio. La intervención del príncipe transilvano hizo que el kan de Crimea decidiese hacerlo él también, pero en favor de Juan Casimiro, pese a que los cosacos habían intentado que permaneciese neutral. La horda se puso en amrcha en junio y llegó a Kamianets-Podilskyi al mes siguiente, dispuestos a cortar la retirada a Rákóczi.
Por su parte, Gosiewski atacó Pernau y bloqueó Riga en el otoño de 1657. Biržai, la última plaza lituana en poder de los suecos, había capitulado el 24 de enero. Las disputas internas del hetmanato cosaco hicieron que casi no participase en el conflicto. Alejo evitó choques importantes con los suecos durante todo 1657, si bien reforzó los ejércitos que tenía desplegados en Livonia. Los suecos le infligieron una derrota en la batalla de Walk (Livonia) el 18 de junio de ese año, en la que los ocho mil hombres de Matvéi V. Sheremetev fueron vencidos y este apresado. Suecia y Rusia pactaron una tregua a principios de 1658, que condujo luego a la firma del Tratado de Valiesar (Vallisaare, 1658) en diciembre y al de Kardis (1661). La paz con Moscú le permitió a Estocolmo concentrarse en la nueva contienda con Dinamarca. La guerra ruso-polaca, por el contrario, se reanudó en 1658.

#### Nuevas alianzas polaco-lituanas y desbaratamiento de las suecas
Mientras tanto, Juan II Casimiro buscó nuevos aliados como había hecho su contrincante Carlos Gustavo. Para contrarrestar el dominio de Suecia en el norte de Europa, tomaron partido por Polonia Dinamarca, Austria (Casa de Habsburgo) y los Países Bajos. Además, el sultán turco permitió una alianza de su vasallo el Kanato de Crimea con el rey polaco.
La corte polaco-lituana llevaba negociando con los Habsburgo austriacos desde agosto de 1655. El emperador era, empero, reacio a intervenir en el conflicto: temía desencadenar una nueva guerra en el imperio si se oponía a Suecia y estaba en una posición política difícil, pues la muerte de su heredero y tocayo Fernando le obligaba a buscar la elección de otro de sus hijos, Leopoldo, como heredero y rey de romanos, que podía quedar amenazada por la notable influencia sueca en el imperio si Fernando optaba por apoyar a Juan Casimiro. Los polaco-lituanos decidieron animarlo prometiéndole la corona para alguno de sus parientes dado que la dinastía Vasa se extinguiría con Juan Casimiro, si bien la monarquía era electiva y el nuevo soberano se escogía tras la muerte el anterior. Los Habsburgo, por su parte, no respondieron a las propuestas hasta noviembre, y se limitaron en principio a ofrecer su mediación. La liga con los Habsburgo austriacos se firmó el 1 de diciembre de 1656 en Viena. El pacto en realidad suponía poco más que la plasmación de la intención del emperador Fernando III de Habsburgo de mediar en el conflicto; el emperador falleció el 2 de abril del año siguiente, antes de que el acuerdo entrase en vigor, si bien ya ratificado. El sucesor de Fernando, Leopoldo I de Habsburgo, mantuvo la alianza, si bien con diferentes condiciones a las pactadas el año anterior: cedió doce mil soldados a Juan Casimiro a cambio de que este sufragase sus gastos y le cediese en calidad de aval las ciudades de Cracovia y Poznan.
La noticia de la alianza entre el rey polaco y el emperador animó a Federico III de Dinamarca a declarar la guerra a Suecia: el rey danés deseaba tomarse la revancha del perjudicial Tratado de Brömsebro. Las tropas austriacas entraron en Polonia-Lituania desde Silesia en junio de 1657, lo que mejoró al punto la posición de Juan Casimiro en la Polonia meridional; los austriacos obligaron a los suecos a abandonar Cracovia el 30 de agosto. Por su parte, Dinamarca arremetió contra Bremen-Verden —posesión sueca— y luego contra Jämtland y Västergötland en julio, el mismo mes que se coligó con la Mancomunidad polaco-lituana. Carlos X Gustavo abandonó Polonia después de la declaración de guerra danesa, dejando a su suerte al príncipe transilvano y al elector de Brandeburgo. Apenas ocho mil seiscientos suecos quedaron en Prusia para defenderla, mientras Carlos Gustavo cruzaba velozmente Pomerania y Mecklemburgo con más de doce mil para tratar de atacar Dinamarca por Holstein y Jutlandia. El rey sueco reforzó también las defensas de Escania, al sur de la península escandinava, que Federico III deseaba recuperar.
La marcha de Carlos Gustavo para atacar Dinamarca deshizo la liga con Transilvania y Brandeburgo. Los cosacos también se retiraron. Rákóczi no pudo hacer frente por sí solo a las fuerzas conjuntas de Polonia-Lituania y los Habsburgo y huyó a Ucrania, tratando de alcanzar Transilvania. La vanguardia de los cosacos transilvanos fue rodeada y vencida por el ejército polaco en la batalla de Czarny Ostrów, en Podolia, el 20 de junio de 1657 y luego en Mezhybozhe el 24 del mes. En su huida, los cosacos abandonaron el bagaje y Jorge II Rákóczi, finalmente, se vio obligado a capitular y a renunciar a la corona; se retiró, pero no pudo impedir con ello que los tártaros aniquilasen lo que quedaba de su ejército en julio cuando volvía a Transilvania, que cumplían así la orden de la Sublime Puerta, que había encargado al kanato de Crimea castigar al díscolo vasallo, que se había negado anteriormente a retirarse a Transilvania como se le había mandado. Los supervivientes del ejército transilvano fueron vendidos como esclavos por los tártaros. Para mayor desgracia de Rákóczi, las huestes que el atamán Jerzy Sebastian Lubomirski mandaba en la Pequeña Polonia aprovecharon para penetrar en el principado vecino y someterlo a pillaje. El propio príncipe acabó muriendo en 1660 a causa de las heridas que recibió combatiendo a un ejército otomano que había invadido Transilvania, de cuya corona el sultán le había privado.
Tropas polacas y austriacas se apoderaron de Cracovia en agosto, rindiéndola por hambre. Brandeburgo, que ya había obtenido lo que deseaba del ausente rey sueco, cambió de bando una vez más a cambio de que Polonia renunciase al Ducado de Prusia, del que Federico Guillermo quedó como soberano merced a los tratados de Wehlau del 19 de septiembre y de Bromberg del 6 de noviembre. Estos tratados también otorgaron a Brandeburgo las tierras fronterizas con la Pomerania brandeburguesa de Lauemburgo y Bütow; Polonia conservó, por su parte, el obispado de Varmia. Federico Guillermo suscribió también una alianza con Dinamarca el 20 de octubre (Tratado de Copenhague (1660)).

### Las dos guerras sueco-danesas

#### La audaz campaña sueca de invierno y la segunda contienda más equilibrada

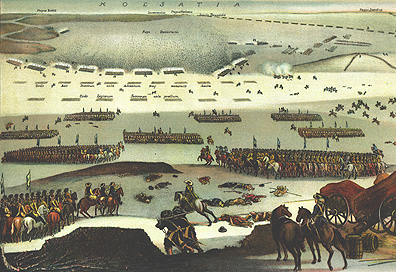
El ejército sueco sobre el Gran Belt congelado, camino de la capital enemiga, Copenhague. La marcha invernal sorprendió completamente a los daneses, que hubieron de aceptar en duro Tratado de Roskilde.

La guerra sueco-danesa que se libró entre 1657-58 fue un conflicto que enfrentó a los dos países durante la segunda guerra nórdica y en el que Holstein combatió como aliado de los suecos. Carlos X de Suecia y su ejército sueco se atascaron en Polonia en 1657. Federico III de Dinamarca vio una oportunidad para recuperar los territorios perdidos en 1645 (guerra de Torstenson) y el 1 de julio de 1657 declaró la guerra a Suecia. Emprendió la ofensiva para recobrar las tierras en el Tratado de Brömsebro en junio de 1657. Ya en febrero las Cortes habían aprobado declarar la guerra al país vecino, por lo que el desencadenamiento de las hostilidades era cuestión de tiempo. En realidad, Dinamarca tenía por entonces una Armada respetable, pero no había concluido la reforma del Ejército de Tierra y carecía aún tanto de las defensas necesarias como del número de tropas que eran menester para abordar las distintas previstas para recuperar los diversos territorios perdidos; en realidad, la victoria se fiaba en los apuros del enemigo en Polonia-Lituania, que debían impedirle reaccionar ante la agresión danesa.

Dinamarca y la Suecia engrandecida por la Paz de Westfalia de 1648:
Suecia antes del tratado
Halland, administrada por Suecia durante treinta años según lo dispuesto en el Tratado de Brosembro (1645)
Acquisiciones suecas de los tratados de Westfalia: Verden y Bremen, Wismar y la Pomerania occidental.
Dinamarca-Noruega

El estallido de la guerra con Dinamarca proporcionó a Carlos X una excusa para retirarse de la campaña polaca e invadir Dinamarca. Atravesó Pomerania and Mecklemburgoen un par de semanas al frente de nueve mil quinientos jinetes y dos mil ochocientos infantes y en Holstein, dividió sus fuerzas en dos: una parte del ejército siguió a Carl Gustaf Wrangel, que siguió avanzando hacia el oeste para socorrer Bremen-Verden y otra quedó a cargo del rey, que se internó en Jutlandia. El ejército invasor de Bremen se retiró precipitadamente a Dinamarca tras apenas disputar una escaramuza cerca de Hamburgo con los suecos: parte quedó como guarnición de Glückstadt y Krempe, mientras que la caballería se retiró directamente a Fredriksodde. La primera línea de defensa del sur de Dinamarca quedó así desbaratada, y las tropas suecas recobraron pronto Bremen. Los suecos se hicieron con los ducados de Schleswig y los de Holstein y con Kolding, en la Jutlandia central, en agosto y abordaron el sitio de la nueva e impresionante nueva fortaleza danesa de Fredriksodde. Tras ocupar los dos territorios, Carlos Gustavo se trasladó al puerto sueco de Wismar en septiembre, desde donde envió a la flota a participar en la batalla de Møn (12-14 de septiembre), que terminó sin vencedor claro, si bien impidió que la escuadra sueca pudiese participar en la invasión de las islas danesas. Los restos de la escuadra sueca se refugiaron en Wismar, donde la danesa los bloqueó en vano hasta diciembre, cuando hubo de retirarse al amparo que proporcionaba Copenhague. El mal tiempo del otoño, que se acentuó en el invierno, impidió a los daneses emplear a fondo su flota.
Los suecos se apoderaron de la estratégica fortaleza danesa de Fredriksodde la noche del 2 al 3 de noviembre, lo que franqueó el camino a Fionia, desde donde se podía luego atacar Selandia y la capital enemiga. Los daneses, dado que para entonces había llegado el invierno, creyeron que el enemigo detendría las operaciones hasta la primavera.
Mientras tanto, las fuerzas polacas encabezadas por el general Esteban Czarniecki asolaron el sur de la Pomerania Sueca en septiembre y noviembre de 1657 y destruyeron y saquearon Pasewalk, Gartz y Penkun. Sus aliados brandeburgueses y habsburgo no deseaban llevar la guerra al Sacro Imperio Romano Germánico por temor a desatar una nueva guerra de los Treinta Años y se negaron a participar en la campaña. La decisión de abandonar las operaciones durante el invierno y acuartelar a los doce mil austriacos que operaban en Polonia-Lituania originó descontento en las dos partes: en la Confederación porque estos soldados suponían una carga añadida al fisco y a las provincias que no parecía dispuesta a secundar a sus tropas en Alemania y en la corte vienesa porque la renuencia polaca a sufragar los gastos de los soldados se interpretaba como una infracción del Tratado de Viena.
El crudo invierno de 1657/58 obligó a la flota danesa a permanecer en puerto y congeló el Gran Belt y el Pequeño Belt que separa las islas danesas del continente, suceso desacostumbrado. Ello permitió cruzarlos al ejército sueco, compuesto por siete mil veteranos que se internaron primero en Jutlandia; el ejército atravesó el Pequeño Belt el 9 de febrero de 1658 y se apoderó de la isla de Fionia a los pocos días; luego hizo lo propio con las de Langeland, Lolland y Falster. A continuación emprendió el cruce del Gran Belt el 25 de febrero, camino de Selandia y Copenhague, la capital danesa. Solo cinco mil soldados completaron la marcha, pero sorprendieron totalmente al enemigo, que hubo de rendirse y firmar el Tratado de Roskilde (26 de febrero de 1658), favorable a Suecia. La campaña concluyó así con una gran victoria sueca y una grave derrota danesa. Esta hubo de ceder las provincias de  Escania, Halland y Blekinge —las mejores tierras agrícolas del reino— y la isla de Bornholm. Suecia ya administraba Halland desde el Tratado de Brömsebro de 1645, pero con el nuevo tratado la cesión de la región fue definitiva. Dinamarca también entregó la provincia noruega de Trøndelag a Suecia. El tratado supuso el hundimiento definitivo de Dinamarca como gran potencia.

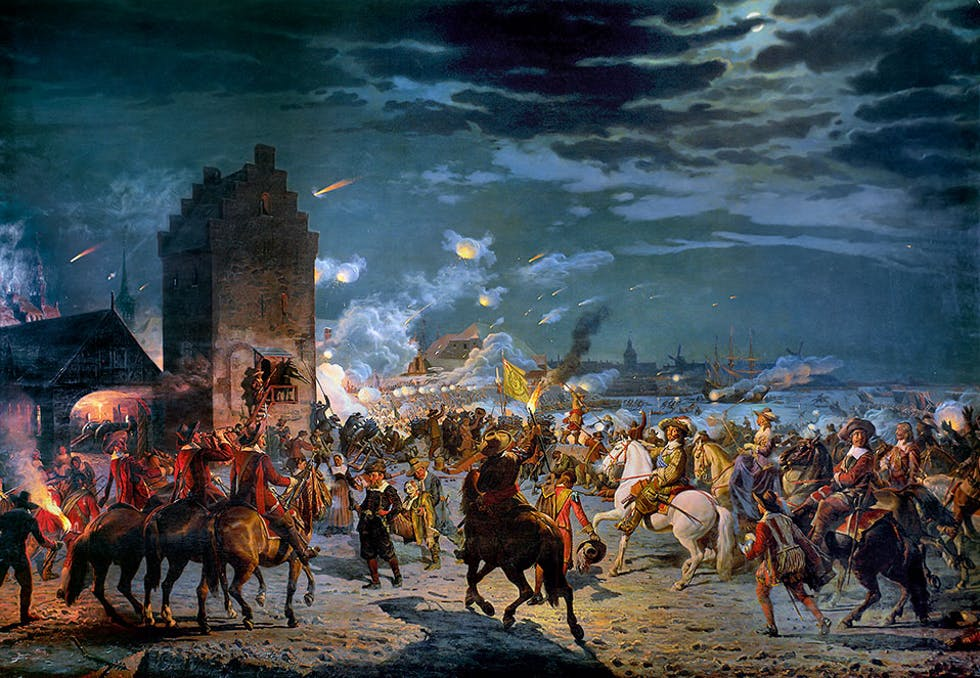
El fallido asalto sueco a Copenhague de 1659, en un cuadro decimonónico (1887) de Frederik Christian Lund.

En Polonia, por el contrario, la situación de Suecia era mucho menos favorable: apenas controlaba algunas ciudades de la Prusia Real entre las que destacaban Elbing, Mariemburgo y Thorn. La neutralización de Transilvania y el cambio de bando de Brandeburgo habían debilitado la posición de Carlos Gustavo, que no podía ya apoderarse de la región como había deseado. La crisis se agudizó cuando un ejército austro-polaco emprendió el asedio de Thorn en julio de 1658 y Francia empezó a acuciarlo para que firmase la paz. Esta no deseaba intervenir militarmente y Suecia no podía permitirse por entonces infringir lo dispuesto en el Tratado de Westfalia atacando las tierra de los Habsburgo y de Brandeburgo en el Sacro Imperio, lo que hubiese originado la creación de una liga antisueca en el imperio. Por ello, Carlos Gustavo optó por reanudar las operaciones contra Dinamarca en vez de enfrentarse a austriacos y polacos.
Dinamarca retrasaba en lo posible la aplicación de lo pactado en Roskilde: posponía los pagos estipulados, no impedía a las flotas extranjeras el ingreso en el mar Báltico por el estrecho de la Sonda y la mitad de los dos mil soldados daneses que debían servir a Suecia habían desertado; en consecuencia, el soberano sueco se embarcó en Kiel al frente de diez mil soldados el 16 de agosto. Se esperaba que pusiese rumbo a la Prusia Real, pero desembarcó en Selandia el 17 de agosto y se encaminó a Copenhague, que defendían 10 650 daneses y 2000 holandeses. Esta vez la ciudad no se rindió y quedó sometida a un largo asedio. Los suecos se adueñaron de Kronborg en septiembre y merced a ello controlaron a partir de ese momento las dos orillas del estrecho de la Sonda, pero en noviembre una flota holandesa desbarató el bloqueo naval al que sometían la capital danesa tras vencer en la batalla del Estrecho de la Sonda. La vencida escuadra sueca se retiró a Landskrona. Pese a ello, Suecia dominó el tráfico en el estrecho de agosto de 1658 a junio de 1660.
La alianza antisueca logró concentrar en Hamburgo un ejército de catorce mil quinientos brandeburgueses al mando de Federico Guillermo, diez mil seiscientos austriacos mandados por Raimondo Montecuccoli y cuatro mil quinientos polacos que seguían a Czarniecki. Los coligados penetraron lentamente en Holstein y en Jutlandia; luego alcanzaron Fredriksodde, Kolding y Als en enero de 1659. El avance era tan pausado que los seis o siete mil suecos que defendían Holstein tuvieron tiempo de retirarse al norte, ante la gran superioridad numérica del enemigo. Los holandeses se negaron a prestar algunos buques para trasportar las tropas a las islas y dado que el resto carecían de ellos, el ejército se aprestó a invernar en Jutlandia. Los holandeses deseaban prolongar hasta cierto punto los apuros daneses para obtener de estos algún puerto en la región como compensación por su auxilio. Inglaterra, rival de los Países Bajos, tenía un objetivo similar, además de desear impedir el asentamiento holandés; por consiguiente, Cromwell envió una escuadra a la zona para vigilar a la holandesa. Ambas sufrieron copiosas pérdidas en la invernada de 1658-1659, pese a la ausencia de combates.
Antes de que socorriesen la capital danesa, Carlos Gustavo decidió asaltarla el 21 y 22 de febrero, pero sus acometidas fueron rechazadas por los defensores. La situación de los suecos atrapados en las islas danesas por las flotas holandesa y danesa y vencidos ya en Jutlandia era muy apurada, pero la liga enemiga empezó entonces a resquebrajarse debido a las tiranteces internas.

#### Repercusiones en América: conquista holandesa de Nueva Suecia
Los colonos suecos de Nueva Suecia se habían apoderado del fuerte holandés de Fuerte Casimir en mayo de 1654, acaudillados por el gobernador Johan Risingh. La plaza, un pequeño fortín con una guarnición de doce soldados rodeada por veintidós casas, cambió de nombre y recibió el de Fuerte Trinidad (Trefaldigheten). El gesto de Risingh en realidad condenó a la pequeña colonia de apenas setenta personas cuando tomó posesión de su gobierno, pues su supervivencia dependía de mantener relaciones cordiales con los holandeses.
Los holandeses aprovecharon el estallido de la contienda en el Báltico que comenzó con la ofensiva sueca contra Polonia-Lituania para tomar la revancha en América: una escuadra holandesa al mando del director general Peter Stuyvesant conquistó Nueva Suecia. Los preparativos de la conquista concluyeron en Nueva Ámsterdam en mayo de 1655. Stuyvesant solicitó voluntarios para la campaña y logró reunir entre seiscientos y setecientos hombres que embarcaron en siete naves, de las cuales la capitana, De Waag, de treinta y seis cañones, había llegado de Ámsterdam, fletada por los burgomaestres.
Un ejército holandés siguió el Delaware aguas arriba durante el verano de 1655, y tomó sin dificultad los fuertes Trinidad (11 de septiembre) y Christina. La colonia sueca fue integrada en Nueva Holanda el 25 de septiembre de 1655, si bien al comienzo los colonos suecos y finlandeses conservaron la autonomía: contaban con una milicia propia, se respetaba su religión, tenían un tribunal propio y retuvieron sus tierras.

### Últimos combates
Los principales combates de 1659 fueron los que se libraron en torno a las fortalezas que Suecia conservaba al sur del Báltico, que fueron sometidas a continuas arremetidas de los enemigos. Wirth atacó Königsberg desde Pomerania al tiempo que otro general al servicio de Suecia, Douglas, hacía lo propio desde Curlandia, pero la descoordinación entre los dos hizo que el intento fracasase. Luego los polaco-lituanos expulsaron al enemigo de casi toda Curlandia con ayuda de los brandeburgueses. Lubomirski se hizo con Graudenz en Prusia.
Carlos Gustavo protegió sus posesiones en Bremen, vulnerable por la falta de tropas y la imposibilidad de enviarlas ante la presencia enemiga en Holstein y Jutlandia, adhiriéndose a la nueva Liga del Rin creada por Francia. Así cualquier ofensiva contra sus tierras hubiese supuesto que el enemigo se hubiese enemistado con varios estados occidentales alemanes. Esta situación hizo que los coligados hubiesen de concentrar sus embates contra Suecia en Pomerania, carente de la protección de la liga renana.
Los austriacos invadieron penetraron en Pomerania en julio desde Silesia. Los brandeburgueses lo hicieron un mes después. Diecisiete mil austriacos y trece mil brandeburgueses al mando del general Jean-Louis Raduit de Souches invadieron la Pomerania Sueca, tomaron e incendiaron Greifenhagen, se apoderaron de la isla de Wollin y de Damm, cercaron infructuosamente Stettin y Greifswald y se adueñaron de Demmin el 9 de noviembre. El general Müller von der Lühnen contraatacó y socorrió Greifswald, asediada por el príncipe elector de Brandeburgo; el también general Paul Wirtz, que se hallaba sitiado en Stettin hizo una salida, se apoderó de un arsenal brandeburgués en Curau y lo transportó a Stralsund. Los brandeburgueses finalmente se retiraron, talando las tierras que abandonaban.
Las guerrillas danesas hostigaron a los suecos en las provincias recién adquiridas por Suecia. Los noruegos se rebelaron en el norte y se apoderaron de Trondheim a finales de 1658. Más al sur de la península escandinava, en Escania, los  guerrilleros (snaphaner) de Lorenz Tuxen y Svend Poulsen se dedicaban a emboscar al enemigo. La guarnición sueca de Bornholm hubo de rendirse a los insurrectos daneses tras perder a su jefe. Los suecos resistieron denodadamente al enemigo en Jutlandia, Fionia y Langeland, pero perdieron la batalla de Nyborg del 24 de noviembre de 1659 y hubieron de evacuar esta zona, aunque todavía se sostuvieron en Selandia. Habían perdido Fredriksodde en mayo, si bien la guarnición había logrado replegarse a Fionia. La pasividad de la flota holandesa, que se había negado a llevar a las tropas aliadas a las islas danesas, y la incapacidad de estas para desembarcar utilizando sus escasos navíos propios habían retrasado las operaciones contra las fuerzas suecas. En noviembre, tras la retirada de la flota inglesa de la zona después de que Richard Cromwell perdiese en poder y de la negativa a parlamentar de Carlos Gustavo, los holandeses habían accedido por fin a que sus barcos transportasen a los soldados de la coalición a las islas: fueron estos —holandeses y daneses venidos de Copenhague y brandeburgueses de Jutlandia— los que debelaron a los suecos en Nyborg.
Los suecos perdieron Thorn en la Prusia Real en diciembre de 1658, pero conservaron Elbing y Mariemburgo. También perdieron Mitau, en Livonia en enero de 1660. Para entonces la suerte de la guerra era claramente desfavorable a Suecia. Pese a ello, Carlos Gustavo era contrario a todo concierto con el enemigo y decidió emprender una nueva campaña en Noruega, para lo que necesitaba fondos, por lo que reunió a las Cortes en Gotemburgo en diciembre de 1659.

## El acuerdo de paz
Las crecientes exigencias de los Habsburgo, que no se correspondían con los servicios que aportaban en opinión de los polaco-lituanos, tensaron la liga entre esos. El grueso de los ejércitos polaco-lituanos combatía a los rusos en Ucrania, lo que ralentizaba las operaciones en el norte. La falta de fondos hizo que parte las tropas se amotinasen. La nueva campaña rusa resultó victoriosa: el zar volvió a ocupar buena parte de Lituania y a amenazar incluso Varsovia. Por consiguiente, a Juan Casimiro le convenía firmar la paz cuanto antes.
Para entonces Inglaterra, Francia y las Provincias Unidas habían pactado en el Concierto de La Haya (mayo de 1659) solicitar a Suecia que firmase la paz con Dinamarca fundamentalmente según lo dispuesto en Roskilde y se sucedían las negociaciones de paz propiciadas por Francia. Inglaterra había enviado una escuadra propia a la Sonda en abril, tras pactar una liga con Francia en enero. Las dos empezaron a acuciar a las Provincias Unidas que deseaban evitar un conflicto con Inglaterra y por consiguiente se avinieron a imponer la paz en el norte de Europa, siempre el acuerdo final respetase los intereses comerciales holandeses. Francia se opuso al acuerdo anglo-holandés de julio que pretendió imponer la paz por la fuerza en dos semanas. La flota inglesa y una de las dos holandesas se retiraron de la zona a principios de septiembre. El único sostén con que contaba Suecia a finales de año era Francia, decidida a que conservase Pomerania y ya libre de la larga guerra con España. Los Países Bajos, sin embargo, se mostraron menos belicosos después de que el monarca sueco les concediese amplias ventajas comerciales en diciembre, tras el descalabro de Nyborg: perdieron interés en respaldar las operaciones danesas en Escania y las de Federico Guillermo, al que consideraban en el fondo un rival en la zona. Por su parte, los Habsburgo habían perdido interés por campear en Pomerania tras la firma de la paz franco-española, no tenían interés en conquistar la región para beneficio del elector de Brandeburgo y se veían cada vez amenazados por una nueva invasión otomana como para proseguir con ardor la lucha en el norte europeo.
Así las cosas y tras varios meses de contactos preliminares, los interesados se reunieron en el monasterio de Oliva, próximo a Danzig, en diciembre de 1659.
El rey sueco Carlos X Gustavo cayó enfermo a principios de 1660 y murió el 23 de febrero de ese año, cuando trataba con las Cortes nuevos subsidios bélicos para emprender una campaña en Noruega. El Gobierno sueco quedó en manos de una regencia poco brillante. La muerte del rey eliminó uno de los principales obstáculos para la paz, que se había estado negociando todo el año anterior por insistencia de Francia y por el agotamiento de los contendientes: efectivamente, el Tratado de Oliva lo firmaron el 3 de mayo en la ciudad de Oliva, cerca de Gdansk, el emperador Leopoldo I de Habsburgo, el elector Federico Guillermo I de Brandeburgo, el regente sueco Magnus Gabriel De la Gardie y el rey Juan II Casimiro de Polonia.
En el tratado, Juan II Casimiro renunciaba a sus pretensiones a la Corona sueca, que su padre, Segismundo III, había perdido en 1599, si bien pudo conservar vitaliciamente el título real. Polonia además cedía formalmente Livonia a Suecia junto con la ciudad de Riga, que había estado bajo control sueco desde la década de 1620. El resto de territorios ocupados por los contendientes volvieron a quien los ostentaba antes de la contienda. El Tratado de Oliva, junto con el Tratado de Copenhague (1660) de ese mismo año entre Suecia y Dinamarca, marcaron el cenit del poderío sueco.
Los Hohenzollern de Brandeburgo vieron además reconocida su independencia y soberanía sobre el Ducado de Prusia; anteriormente habían dominado el territorio como feudo del rey de Polonia. En caso de que la familia se extinguiese, el territorio revertiría a la Corona polaca.
Dinamarca, por el contrario, no estaba dispuesta a firmar la paz, dados sus recientes victorias y la debilidad sueca. Los Países Bajos primero levantaron el bloqueo al que habían sometido la zona, pero posteriormente se avinieron a reanudar la colaboración con Dinamarca. Inglaterra y Francia intervinieron en favor de Suecia y la situación regional volvió a tensarse y a amenazar guerra. Finalmente esta se evitó mediante el Tratado de Copenhague (1660) de 1660, que el danés Hannibal Sehested negoció con Suecia sin la participación de las potencias. En virtud de este segundo tratado, Suecia devolvió Bornholm y Trøndelag a Dinamarca. El pacto fijó las fronteras entre Dinamarca, Noruega y Suecia que han perdurado sin cambios y ratificó el dominio sueco del mar Báltico. El estratégico estrecho de la Sonda quedó dividido en dos: la orilla oriental correspondió a Suecia y la occiental, a Dinamarca; esta situación complació a ingleses y holandeses.
Rusia prosiguió las hostilidades contra Polonia-Lituania, pero firmó la paz con Suecia mediante el Tratado de Cardis (1661): le devolvió los territorios que le había arrebatado durante la guerra nórdica.